# Didier Daeninckx
Didier Daeninckx (Saint Denis, 27 aprile 1949) è uno scrittore francese.

## Biografia
Autore di romanzi, racconti e saggi, Didier Daeninckx proviene da una famiglia modesta della banlieue nord della regione di Parigi. Scrittore impegnato, in tutta la sua opera traspare la critica sociale e politica della situazione attuale (il degrado di certi quartieri, lo sfruttamento degli operai, il razzismo, il revisionismo) e di un passato recente dimenticato (come il massacro degli algerini a Parigi del 1961).
Questo taglio è presente anche nei suoi romanzi noir, tra cui i libri della serie dedicata all'ispettore Cadin (ad esempio, A futura memoria, 1984).
Nel 1985 il suo romanzo Meurtres pour mémoire è stato insignito del Grand prix de littérature policière per il miglior romanzo poliziesco francese dell'anno.

## Opere
- 1982: Mort au premier tour, Librairie Des Champs-Elysées / Le Masque N° 1692 (riedizione Gallimard nel 1998 ISBN 978-2-07-040566-4)
- 1984: Meurtres pour mémoire, romanzo (Gallimard, collana "Série noire") (riedizione Gallimard nel 1998 ISBN 2-07-040828-0)
- 1984: Le Géant inachevé, romanzo (Gallimard, collana "Série noire" nº 1956)
- 1985: Le Der des ders, romanzo (Gallimard, folio) - (riedizione nel 1999 ISBN 978-2-07-040806-1)
- 1985: Métropolice, romanzo (Gallimard, folio) (riedizione nel 1999 ISBN 2-07-040828-0)
- 1986: Play-Back (Gallimard, folio)
- 1986: Le Bourreau et son double, romanzo (Gallimard, folio)
- 1986: La Fête des mères, illustrato da Pym, (Syros)
- 1987: Lumière Noire, romanzo (Gallimard, folio)
- 1988: Le Chat de Tigali, romanzo illustrato da Juillard, Syros - (riedizione nel 1997 ISBN 978-2-84146-405-0)
- 1989: La Mort n'oublie personne, romanzo (Denoël et Gallimard, folio) ISBN 978-2-07-040807-8
- 1990: Le Facteur fatal (Denoël et Gallimard, folio) ISBN 978-2-207-23748-9
- 1990: Arcadius Cadin. Fumetto disegnato da Jean-Pierre Coureuil (Encrage, Amiens)
- 1991: À louer sans commission (Gallimard)
- 1992: Hors-limites (Julliard et Gallimard, folio) - (riedizione nel 2001 ISBN 978-2-07-040683-8)
- 1992: Zapping, racconti (Denoël et Gallimard, folio) ISBN 978-2-07-038845-5
- 1993: Autres lieux - Verdier
- 1993: La Page cornée. Fumetto disegnato da Mako, L'Hebdo (Lens)
- 1994: En Marge, nouvelles (Denoël et Gallimard, folio) ISBN 978-2-07-039380-0
- 1994: Un Château en Bohême, romanzo (Denoël et Gallimard, folio): un'inchiesta di Novacek ISBN 978-2-207-24272-8
- 1994: Jirinovski, le Russe qui fait trembler le monde. In collaborazione con Pierre Drachline, Cherche-Midi éditeur ISBN 978-2862743257
- 1994: Main courante, Lagrasse: Verdier ISBN 978-2-86432-459-1
- 1995: Les Figurants, illustrato da Mako (Verdier) ISBN 978-2-86432-219-1
- 1996: Nazis dans le métro, romanzo (Baleine, collana Le Poulpe nº7 puis Librio) ISBN 978-2-290-34846-8
- 1996: À nous la vie, fotografie di Willy Ronis (Hoëbeke)
- 1997: Le Goût de la vérité, (Verdier) ISBN 978-2-86432-277-1
- 1997: Mort au premier tour (Denoël et Gallimard, folio) ISBN 978-2-207-24548-4
- 1997: Didier Daeninckx, Écrire en contre. Interviste con Christiane Cadet, Robert Deleuse et Philippe Videlier, seguito da L'écriture des abattoirs (Paroles d'Aube)
- 1997: Négationnistes, les chiffonniers de l'Histoire, essai (opera collettiva), (Golias-Syllepse) ISBN 978-2-911453-18-2
- 1997: Paroles à la bouche du présent, essai (opera collettiva), (Al Dante) ISBN 978-2-911073-06-9
- 1997: Le jeune poulpe contre la vieille taupe, essai (Bérénice-Valmont) ISBN 2-911232-05-4
- 1998: La Couleur du noir, romanzo (Gallimard, Page Blanche)
- 1998: Passages d'enfer (Denoël) ISBN 2-07-041382-9
- 1998: Cannibale, romanzo tratto da una storia kanak (Verdier) ISBN 2-86432-297-8; Cannibale, traduzione di Maurizio Ferrara, Edizioni Lavoro, 1999, ISBN 9788879108546
- 1998: Au nom de la loi, essai in collaborazione con Valère Staraselski (Bérénice-Paroles d'Aube) ISBN 2-84384-014-7
- 1998: La Papillonne de toutes les couleurs. Jeunesse (Flammarion)
- 1998: Varlot Soldat, fumetto, disegni di Jacques Tardi, (L'Association) ISBN 2-84414-010-6
- 1999: Belleville Ménilmontant, fotografie di Willy Ronis, (Hoëbeke) ISBN 978-2-84230-081-4
- 1999: Banlieue nord (Cadex)
- 1999: La Repentie (Verdier) - ISBN 9782864323129
- 1999: La Péniche aux enfants. Jeunesse (éditions Grandir)
- 1999: Carton jaune!, fumetto, disegni di Assaf Hanuka, (Hachette)
- 2000: Éthique en toc, romanzo (Baleine, Le Poulpe nº185) ISBN 9782842192501
- 2000: Le Dernier Guérillero (Verdier) ISBN 2070301001
- 2001: 12, rue Meckert (Gallimard) ISBN 978-2-07-042088-9
- 2001: Ceinture rouge (Eden Productions) ISBN 978-2-913245-39-6
- 2001: La mort en dédicace (Verdier) ISBN 978-2-86432-335-8
- 2001: Hors limite, fumetto, disegni di Assaf Hanuka, (Hors Collection);
- 2002: Le Retour d'Ataï, romanzo (Verdier) ISBN 9782864323587
- 2002: Corvée de bois, disegni di Tignous, (Liber Niger) ISBN 978-2-84596-053-4
- 2002: Les trois secrets d'Alexandra : Il faut désobéir (volume 1). Jeunesse, illustrazioni di Pef (Rue du Monde) ISBN 978-2-912084-34-7
- 2003: Les Corps râlent (Eden Productions) ISBN 978-2-913245-59-4
- 2003: Raconteur d'histoires (Gallimard) ISBN 978-2-07-070210-7
- 2003: La Route du rom (Baleine Le Poulpe nº247 en 2003, puis Le Seuil) ISBN 978-2-84219-408-6
- 2003: Je tue il, romanzo (Gallimard Série noire) ISBN 978-2-07-030471-4
- 2003: Le Train des oubliés. fumetto disegni di Mako (EP Éditions) ISBN 978-2-84810-030-2
- 2004: Les trois secrets d'Alexandra : Un violon dans la nuit (volume 2) - illustrazioni di Pef (Rue du Monde) ISBN 978-2-912084-85-9
- 2004: Le crime de Sainte-Adresse (Terre de Brumes) ISBN 978-2-84362-221-2
- 2004: Bravado volume 1 L'origine du Nouveau Monde, disegni di Mako (EP éditions);
- 2004: Les trois secrets d'Alexandra : Viva la liberté, 1939 à 1945, la Résistance (volume 3) - illustrazioni di Pef (Rue du Monde) - ISBN 978-2-915569-09-4
- 2004: L'enfant du zoo (Rue du Monde) ISBN 978-2-912084-99-6
- 2005: Chut plus de bruit (France Culture)
- 2005: Cités perdues (Verdier) ISBN 978-2-86432-435-5
- 2005: Air conditionné, disegni di Mako (Nuit myrtide) ISBN 978-2-913192-37-9
- 2006: Itinéraire d'un salaud ordinaire (Gallimard) ISBN 978-2-07-077988-8
- 2006: On achève bien les disc-jockeys (Éditions La Branche) ISBN 978-2-35306-000-9
- 2007: Histoire et faux-semblants (Verdier) ISBN 978-2-86432-491-1
- 2007: Levée d'écrou, disegni di Mako (Imbroglio) ISBN 978-2-914966-17-7
- 2008: Camarades de classe, (Gallimard, collection Blanche) ISBN 978-2-07-039851-5
- 2008: Petit éloge des faits divers (Gallimard)
- 2008: La mémoire longue, textes et images 1986-2008 le cherche-midi
- 2009: Missak, (Éditions Perrin) ISBN 978-2-262-02802-2
- 2009: Jaurès: non à la guerre!, (Actes Sud)
- 2009: Missak, l'enfant de l'Affiche rouge, disegni di Laurent Corvaisier, (Rue du Monde) ISBN 978-2-35504-080-1
- 2009: Nos ancêtres les Pygmées, disegni di Jacques Ferrandez, (Rue du Monde) ISBN 978-2-35504-079-5
- 2009: La rumeur d'Aubervilliers, (Le Temps des Noyaux)
- 2009: L'Affranchie du périphérique, (Éditions de l'Atelier) ISBN 978-2-37177-522-0
- 2010: Rue des Degrés (Verdier) ISBN 978-2-86432-602-1
- 2010: Galadio (Gallimard) ISBN 978-2-07-012953-9
- 2010: Le maître est un clandestin, disegni di Jacques Ferrandez, (Rue du Monde)